# クラウス・ペーター・フロール
クラウス・ペーター・フロール（Claus Peter Flor, 1953年3月16日 - ）は、ドイツの指揮者。

## 経歴
1953年、ライプツィヒ生まれ。ツヴィッカウ、ヴァイマル、ライプツィヒの音楽院で勉強を続け、クルト・マズアに師事する。様々な指揮者コンクールで優勝など飾り、1984年ベルリン交響楽団の首席指揮者に就任。以後欧米各地のオーケストラや歌劇場に招かれている。
2008年にマレーシア・フィルハーモニー管弦楽団の音楽監督に就任し、2009年には同オケと来日した。2017年から2022年までミラノ・ジュゼッペ・ヴェルディ交響楽団の音楽監督を務める。